# Torbesjer
Torbesjer (bosniska: Torbeši) är en sydslavisk muslimsk folkgrupp från främst Rekaregionen i Nordmakedonien. De talar makedonska. Majoriteten är sunnimuslimer men inslag av sufiordnar finns. Torbesjer tros härstamma från dagens bosniaker eftersom deras DNA och gener är närmast bosniakernas.      
Torbesjerna anses ha sin härstamning från de sydslaver (bosniaker) som under den osmanska eran islamiserades. Grupper av torbesjer har  utvandrat till Turkiet sedan 1800-talet. Många har även utvandrat till andra länder, främst till Tyskland och Danmark. Ett mindre antal torbsjerer finns också i Albaniens östra del.
Traditionellt livnär de sig genom agrikultur kring städerna Debar, Struga och Tetovo samt söder om Skopje. Assimilationstrycket på torbesjerna är stort, och många identifierar sig själva som albaner eller turkar. Detta gör att siffror som visar folkgruppen storlek är osäkra. Enligt uppskattningar från 1991 uppgick dess totala population till 31 000 men senare uppskattningar visar att folkgruppen kan omfatta minst 100 000 personer (2012). Och 2024 tros det finnas över 164 584 torbesjer i Albanien, Makedonien och Kosovo. 19 % av dem identifierar sig själva som bosniaker medan andra torbesjer identifierar sig själva som antingen albaner, turkar eller makedonier, men 99 % av dem har bosnisk härkomst.